# Heaven and Earth (Kamasi Washington)
Heaven and Earth è il quinto album in studio del sassofonista jazz statunitense Kamasi Washington, pubblicato il 22 giugno 2018.
Il sito Metacritic gli assegna un voto pari a 87/100 basato su 19 recensioni, mentre su AnyDecentMusic? ottiene 8.4/10.
| Recensione    | Giudizio |
| ------------- | -------- |
| AllMusic      | [ 1 ]    |
| Consequence   | A        |
| The Guardian  | [ 2 ]    |
| Pitchfork     | [ 2 ]    |
| Rolling Stone | [ 2 ]    |

## Tracce
Volume 1 - Earth
Testi e musiche di Kamasi Washington, eccetto dove indicato.
1. Fists Of Fury – 9:42 (James Wong, Joseph Koo, Ku Chia Hui)
2. Can You Hear Him – 8:54
3. Hub-Tones – 9:09 (Freddie Hubbard)
4. Connections – 8:23
5. Tiffakonkae – 9:24
6. The Invincible Youth – 9:52
7. Testify – 5:43 (Kamasi Washington, Patrice Quinn)
8. One Of One – 9:50

Volume 2 - Heaven
Testi e musiche di Kamasi Washington, eccetto dove indicato.
1. The Space Travelers Lullaby – 10:31
2. Vi Lua Vi Sol – 11:06
3. Street Fighter Mas – 5:57
4. Song For The Fallen – 12:41
5. Journey – 8:50 (Patrice Quinn)
6. The Psalmnist – 7:18 (Ryan Porter)
7. Show Us The Way – 6:51
8. Will You Sing – 10:12

Volume 3 - The Choice
Testi e musiche di Kamasi Washington, eccetto dove indicato.
1. The Secret of Jinsinson – 8:07
2. Will You Love Me Tomorrow – 9:40 (Gerry Goffin, Carole King)
3. My Family – 6:34
4. Agents of Multiverse – 5:22 (Chris Dave, Kamasi Washington)
5. Ooh Child – 8:53 (Stan Vincent)